# Antoine Brumel
Antoine Brumel, född omkring 1460, död 1512 eller 1513, var en flamländsk kontrapunktist och renässanskompositör, i den nederländska skolan.

## Biografi
Antoine Brumel var lärjunge till Okeghem och näst efter Josquin en bland de anseddare medlemmarna av den yngre nederländska skolan. Brumel vistades alltifrån 1505 i Ferrara, vid hertig Alfons I:s hov. Han komponerade ett 20-tal mässor, däribland en 12-stämmig (Missa et ecce terræ motus, ungefär 'Jordbävningsmässan'), samt en mängd motetter och en del sångduetter. Åtskilligt därav trycktes i början av 1500-talet; annat finns i manuskript i Münchenbiblioteket och annorstädes. Brumels vokalverk visar både konstfullhet och sinne för avrundning. Bortsett från Missa et ecce terræ motus, är Missa de beata virgine ett av de mest berömda verken, liksom hans Missa l'homme armé, och framför allt hans requiem, vilket var ett av se första att framföra sekvensen Dies irae polyfoniskt. Brumel använder både cantus firmus och parafrasteknik.

## Verkförteckning

### Mässor
1. Missa a l’ombre d’ung buissonet;
2. Missa Berzerette savoyenne;
3. Missa Bon temps;
4. Missa de beate virgine (tillkommen sent, omkring 1510/12);
5. Missa de dringhs;
6. Missa Descendi in hortum;
7. Missa dominicalis;
8. Missa Et ecce terrae motus (12-stämmig);
9. Missa Je nay deuel;
10. Missa L’homme armé;
11. Missa pro defunctis;
12. Missa Ut re mi fa sol la;
13. Missa Victimae paschali;
14. Missa sine nomine I;
15. Missa sine nomine II (bara Kyrie fullständig, bara en stämma).
16. Missa de Beata Virgine

### Fragment av mässor
1. Credo (I);
2. Credo (II);
3. Credo (III);
4. Credo villayge;
5. Pleni sunt caeli, fuga ex una;
6. Benedictus, fuga ex una;
7. Benedictus.

### Motetter
1. Ave, ancilla Trinitatis;
2. Ave cujus conceptio (1505);
3. Ave Martia, gratia Dei plena (Paris, 1498-1500);
4. Ave stella matutina (1505);
5. Ave virgo gloriosa;
6. Beate es, Maria;
7. Conceptio hodiernus Mariae semper virginis;
8. Da pacem, Domine;
9. Dominus dissipat consilia;
10. Exemplum octo modorum;
11. Gloria, laus et honor;
12. Haec dies quam fecit Dominus;
13. Herth. Cogitavit Dominus;
14. Languente miseris (Chartres, 1483/86);
15. Lauda Sion Salvatorem;
16. Laudate Dominum de caelis;
17. Magnificat primi toni;
18. Magnificat secundi toni;
19. Magnificat sexti toni;
20. Mater patris filia;
21. Nativitas under gaudia/Nativitas tua, Dei genitrix (Chartres, 1483 / 86);
22. Nato canunt omnia;
23. Noe, noe, noe;
24. O crux, ave, spes unica;
25. O Domine Jesu Christe;
26. Philippe, qui videt me;
27. Quae est ista (1505);
28. Regina caeli laetare;
29. Regina caeli laetare;
30. Rosa nocum dans adorem;
31. Sicut lilium inter spinas;
32. Sub tuum praesidium (1505);
33. Vidi aquam.

### Världsliga verk
1. Amours, amours;
2. Dieu te gart, bergere;
3. Du tout plongiet / Fors seulement;
4. En amours que cognoist;
5. En ung matin;
6. Esnu sy que plus porroie;
7. Jamays;
8. James que la ne peult estre;
9. Je despite tous;
10. Le moy de may;
11. Pour vostre amour;
12. Tandernac;
13. Tous les regtretz;
14. Una maistresse;
15. Vray dieu d’amour.

### Osäkert upphov
1. Ave Maria, gratia plena;
2. Credo;
3. Magnificat octavi toni.